# Paula
Paula er en britisk stumfilm fra 1915 af Cecil Birch.

## Medvirkende
- Hetty Payne som Paula
- Frank McClellan som Vincent Hallam